# Balada
Balada (volledige titel: Balada Boa (Tchê Tcherere Tchê Tchê)) is een nummer van de Braziliaanse sertaneja zanger Gusttavo Lima. Het nummer heeft een forró-ritme. Het werd op 21 januari 2011 uitgebracht in Brazilië, waar het een succes werd. Net als zijn collega Michel Teló bracht Lima het lied ook uit in Europa, op 13 april 2012, waar het een groot succes werd in onder andere Nederland en Vlaanderen. Balada is geschreven door Gusttavo Lima en Cássio Sampaio en staat op Lima's album Gusttavo Lima e Você.
Begin augustus 2012 schreef Balada geschiedenis in de Nederlandse Top 40. Het nummer stond 13 weken op nummer 1 en brak daarmee het bijna achttien jaar oude record van Dromen zijn bedrog van Marco Borsato, dat sinds 1994 het langst op nummer 1 stond (12 weken). In april 2017 sneuvelde het record van Lima, toen Ed Sheeran 15 weken onafgebroken op nummer 1 stond in de Nederlandse Top 40 met Shape of You.

## Hitnoteringen

### Nederlandse Top 40
| Hitnotering: 28-04-2012 t/m 29-09-2012 | Hitnotering: 28-04-2012 t/m 29-09-2012 | Hitnotering: 28-04-2012 t/m 29-09-2012 | Hitnotering: 28-04-2012 t/m 29-09-2012 | Hitnotering: 28-04-2012 t/m 29-09-2012 | Hitnotering: 28-04-2012 t/m 29-09-2012 | Hitnotering: 28-04-2012 t/m 29-09-2012 | Hitnotering: 28-04-2012 t/m 29-09-2012 | Hitnotering: 28-04-2012 t/m 29-09-2012 | Hitnotering: 28-04-2012 t/m 29-09-2012 | Hitnotering: 28-04-2012 t/m 29-09-2012 | Hitnotering: 28-04-2012 t/m 29-09-2012 | Hitnotering: 28-04-2012 t/m 29-09-2012 |
| Week:                                  | 1                                      | 2                                      | 3                                      | 4                                      | 5                                      | 6                                      | 7                                      | 8                                      | 9                                      | 10                                     | 11                                     | 12                                     |
| -------------------------------------- | -------------------------------------- | -------------------------------------- | -------------------------------------- | -------------------------------------- | -------------------------------------- | -------------------------------------- | -------------------------------------- | -------------------------------------- | -------------------------------------- | -------------------------------------- | -------------------------------------- | -------------------------------------- |
| Positie:                               | 34                                     | 3                                      | 1                                      | 1                                      | 1                                      | 1                                      | 1                                      | 1                                      | 1                                      | 1                                      | 1                                      | 1                                      |
| Week:                                  | 13                                     | 14                                     | 15                                     | 16                                     | 17                                     | 18                                     | 19                                     | 20                                     | 21                                     | 22                                     | 23                                     |                                        |
| Positie:                               | 1                                      | 1                                      | 1                                      | 3                                      | 4                                      | 6                                      | 8                                      | 11                                     | 15                                     | 27                                     | 40                                     | uit                                    |

### NederlandseSingle Top 100
| Hitnotering: 21-04-2012 t/m 27-10-2012 | Hitnotering: 21-04-2012 t/m 27-10-2012 | Hitnotering: 21-04-2012 t/m 27-10-2012 | Hitnotering: 21-04-2012 t/m 27-10-2012 | Hitnotering: 21-04-2012 t/m 27-10-2012 | Hitnotering: 21-04-2012 t/m 27-10-2012 | Hitnotering: 21-04-2012 t/m 27-10-2012 | Hitnotering: 21-04-2012 t/m 27-10-2012 | Hitnotering: 21-04-2012 t/m 27-10-2012 | Hitnotering: 21-04-2012 t/m 27-10-2012 | Hitnotering: 21-04-2012 t/m 27-10-2012 | Hitnotering: 21-04-2012 t/m 27-10-2012 | Hitnotering: 21-04-2012 t/m 27-10-2012 | Hitnotering: 21-04-2012 t/m 27-10-2012 | Hitnotering: 21-04-2012 t/m 27-10-2012 | Hitnotering: 21-04-2012 t/m 27-10-2012 |
| Week:                                  | 1                                      | 2                                      | 3                                      | 4                                      | 5                                      | 6                                      | 7                                      | 8                                      | 9                                      | 10                                     | 11                                     | 12                                     | 13                                     | 14                                     | 15                                     |
| -------------------------------------- | -------------------------------------- | -------------------------------------- | -------------------------------------- | -------------------------------------- | -------------------------------------- | -------------------------------------- | -------------------------------------- | -------------------------------------- | -------------------------------------- | -------------------------------------- | -------------------------------------- | -------------------------------------- | -------------------------------------- | -------------------------------------- | -------------------------------------- |
| Positie:                               | 28                                     | 3                                      | 2                                      | 1                                      | 1                                      | 1                                      | 3                                      | 3                                      | 3                                      | 2                                      | 2                                      | 1                                      | 1                                      | 1                                      | 1                                      |
| Week:                                  | 16                                     | 17                                     | 18                                     | 19                                     | 20                                     | 21                                     | 22                                     | 23                                     | 24                                     | 25                                     | 26                                     | 27                                     | 28                                     |                                        |                                        |
| Positie:                               | 1                                      | 5                                      | 9                                      | 11                                     | 18                                     | 24                                     | 41                                     | 49                                     | 46                                     | 51                                     | 47                                     | 72                                     | 76                                     | uit                                    |                                        |

### VlaamseUltratop 50
| Hitnotering: 21-04-2012 t/m 29-09-2012 | Hitnotering: 21-04-2012 t/m 29-09-2012 | Hitnotering: 21-04-2012 t/m 29-09-2012 | Hitnotering: 21-04-2012 t/m 29-09-2012 | Hitnotering: 21-04-2012 t/m 29-09-2012 | Hitnotering: 21-04-2012 t/m 29-09-2012 | Hitnotering: 21-04-2012 t/m 29-09-2012 | Hitnotering: 21-04-2012 t/m 29-09-2012 | Hitnotering: 21-04-2012 t/m 29-09-2012 | Hitnotering: 21-04-2012 t/m 29-09-2012 | Hitnotering: 21-04-2012 t/m 29-09-2012 | Hitnotering: 21-04-2012 t/m 29-09-2012 | Hitnotering: 21-04-2012 t/m 29-09-2012 | Hitnotering: 21-04-2012 t/m 29-09-2012 |
| Week:                                  | 1                                      | 2                                      | 3                                      | 4                                      | 5                                      | 6                                      | 7                                      | 8                                      | 9                                      | 10                                     | 11                                     | 12                                     | 13                                     |
| -------------------------------------- | -------------------------------------- | -------------------------------------- | -------------------------------------- | -------------------------------------- | -------------------------------------- | -------------------------------------- | -------------------------------------- | -------------------------------------- | -------------------------------------- | -------------------------------------- | -------------------------------------- | -------------------------------------- | -------------------------------------- |
| Positie:                               | 30                                     | 1                                      | 1                                      | 1                                      | 1                                      | 1                                      | 2                                      | 3                                      | 2                                      | 3                                      | 3                                      | 4                                      | 2                                      |
| Week:                                  | 14                                     | 15                                     | 16                                     | 17                                     | 18                                     | 19                                     | 20                                     | 21                                     | 22                                     | 23                                     | 24                                     |                                        |                                        |
| Positie:                               | 4                                      | 1                                      | 1                                      | 3                                      | 9                                      | 10                                     | 12                                     | 12                                     | 23                                     | 29                                     | 43                                     | uit                                    |                                        |

### VlaamseRadio 2 Top 30
| Hitnotering: 21-04-2012 t/m 10-11-2013 | Hitnotering: 21-04-2012 t/m 10-11-2013 | Hitnotering: 21-04-2012 t/m 10-11-2013 | Hitnotering: 21-04-2012 t/m 10-11-2013 | Hitnotering: 21-04-2012 t/m 10-11-2013 | Hitnotering: 21-04-2012 t/m 10-11-2013 | Hitnotering: 21-04-2012 t/m 10-11-2013 | Hitnotering: 21-04-2012 t/m 10-11-2013 | Hitnotering: 21-04-2012 t/m 10-11-2013 | Hitnotering: 21-04-2012 t/m 10-11-2013 | Hitnotering: 21-04-2012 t/m 10-11-2013 | Hitnotering: 21-04-2012 t/m 10-11-2013 | Hitnotering: 21-04-2012 t/m 10-11-2013 | Hitnotering: 21-04-2012 t/m 10-11-2013 | Hitnotering: 21-04-2012 t/m 10-11-2013 | Hitnotering: 21-04-2012 t/m 10-11-2013 | Hitnotering: 21-04-2012 t/m 10-11-2013 |
| Week:                                  | 1                                      | 2                                      | 3                                      | 4                                      | 5                                      | 6                                      | 7                                      | 8                                      | 9                                      | 10                                     | 11                                     | 12                                     | 13                                     | 14                                     | 15                                     | 16                                     |
| -------------------------------------- | -------------------------------------- | -------------------------------------- | -------------------------------------- | -------------------------------------- | -------------------------------------- | -------------------------------------- | -------------------------------------- | -------------------------------------- | -------------------------------------- | -------------------------------------- | -------------------------------------- | -------------------------------------- | -------------------------------------- | -------------------------------------- | -------------------------------------- | -------------------------------------- |
| Positie:                               | 23                                     | 14                                     | 5                                      | 1                                      | 1                                      | 1                                      | 1                                      | 2                                      | 2                                      | 4                                      | 5                                      | 7                                      | 6                                      | 3                                      | 3                                      | 1                                      |
| Week:                                  | 17                                     | 18                                     | 19                                     | 20                                     | 21                                     | 22                                     | 23                                     | 24                                     | 25                                     | 26                                     | 27                                     | 28                                     | 29                                     | 30                                     |                                        |                                        |
| Positie:                               | 1                                      | 1                                      | 1                                      | 1                                      | 4                                      | 6                                      | 7                                      | 8                                      | 9                                      | 12                                     | 17                                     | 21                                     | 28                                     | 30                                     | uit                                    |                                        |

### NPO Radio 2 Top 2000
Balada stond alleen in 2012 in de NPO Radio 2 Top 2000, op plek 1264.